# Sa mère ou moi !
Pour plus de détails, voir Fiche technique et Distribution.
Sa mère ou moi ! ou Ma belle-mère est un monstre au Québec (Monster-in-Law) est une comédie romantique américaine réalisée par Robert Luketic, sortie en 2005.

## Synopsis
Charlie (Jennifer Lopez) est une jeune fille bien sous tous rapports qui vit de plusieurs petits boulots : promeneuse de chiens, assistante dans un laboratoire médical, et ponctuellement serveuse. Elle rencontre un jour Kevin (Michael Vartan) qui a tout l'air d'être le prince charmant : beau, riche, drôle, sportif… Quelque temps après le début de leur relation, Kevin emmène Charlie chez sa mère Viola (Jane Fonda) ; la rencontre est si harmonieuse qu'il demande la jeune femme en mariage devant sa mère. Celle-ci, sortant à peine d'une dépression, flanche nerveusement puis décide de montrer quelle pire belle-mère elle pourrait être, pensant ainsi préserver le bonheur de son fils.

## Fiche technique
- Titre original : Monster-in-Law
- Titre français : Sa mère ou moi !
- Réalisation : Robert Luketic
- Scénario : Anya Kochoff
- Décors : Missy Stewart
- Costumes : Kym Barrett
- Photographie : Russell Carpenter
- Montage : Scott Hill et Kevin Tent
- Musique : David Newman et Rosey
- Production : Chris Bender, J.C. Spink et Paula Weinstein
- Société de production : New Line Cinema et BenderSpink
- Société de distribution : New Line Cinema, Metropolitan Filmexport
- Budget : 60 000 000 de dollars[réf. nécessaire] (44,04 millions d'euros)
- Pays d'origine :  États-Unis
- Langue originale : anglais
- Format : couleur - 2.35 : 1 - DTS Dolby Digital SDDS - 35 mm
- Genre : comédie romantique
- Durée : 101 minutes
- Dates de sortie :
  -  États-Unis : 5 mai 2005 (première à Atlanta)
  -  États-Unis : 13 mai 2005
  -  Belgique,  France : 22 juin 2005

## Distribution
- Jennifer Lopez (VF : Déborah Perret ; VQ : Hélène Mondoux) : Charlotte "Charlie" Cantilini
- Jane Fonda (VF : Frédérique Tirmont ; VQ : Diane Arcand) : Viola Fields, la mère de Kevin
- Michael Vartan (VF : Pierre Tessier ; VQ : Daniel Picard) : Kevin Fields
- Wanda Sykes (VF : Élisabeth Wiener ; VQ : Claudine Chatel) : Ruby, l'assistante de Viola
- Adam Scott (VF : Denis Laustriat ; VQ : Jean-François Beaupré) : Remy, l'ami de Charlie
- Annie Parisse (VF : Sophie Riffont ; VQ : Valérie Gagné) : Morgan, l'amie de Charlie
- Elaine Stritch (VF : Michèle Bardollet) : Gertrude Fields, l'ex-belle-mère de Viola et grand-mère de Kevin
- Monet Mazur (VF : Juliette Degenne) : Fiona, l'ex-petite amie de Kevin
- Will Arnett (VF : Nicolas Marié ; VQ : Yves Labbé) : Kit
- Stephen Dunham : Dr Paul Chamberlain
- Stephanie Turner (VF : Dorothée Pousséo) : Tanya Murphy
- Wayne Nickel : George
- Jimmy Jean-Louis : Prince Amir
- Mark Moses : le client mécontent au Coffee Shop
- Harriet Sansom Harris (VF : Annie Balestra) : la psychiatre de Viola

Source VQ : Doublage Québec

## Bande originale
- Tell Mama, interprété par Etta James
- Love (Koop Remix), interprété par Rosey
- Everyday is a Holiday (with You), interprété par Esthero
- Into My Soul, interprété par Gabin et Dee Dee Bridgewater
- L-L-Love, interprété par Astaire
- Tour of Outer Space, interprété par Rhombus et Raashi Malik
- Make Up Bag, interprété par Andrew Frampton, Wayne Wilkins et Emma Rhodes
- Just a Ride, interprété par Jem
- Down with You, interprété par Ellie Lawson
- Won't U Please B Nice, interprété par Nellie McKay
- Sugar Loaf, interprété par Rick Rossi Jazz Quartet
- Where Happiness Lives, interprété par Magnet
- 1963, interprété par Rachael Yamagata
- Sun Quartet for Strings, Op. 20, No. 6, interprété par Kodaly String Quartet
- Sweet Adeline, composé par Harry Armstrong et Richard Gerard
- Tina's Dream II, composé par Charles Bernstein
- Parakeets of Paraguay, interprété par Frank Chacksfield and His Orchestra
- Cowbells, interprété par Bob Florence Trio
- Quatuor no 21, en ré majeur, pour cordes, K575, composé par Wolfgang Amadeus Mozart et interprété par Eder Quartet
- The Beast, interprété par Milt Buckner
- For Once in My Life, interprété par Stevie Wonder
- Don't Wait Too Long, interprété par Madeleine Peyroux

## Distinction

### Nomination
- Razzie Awards 2006 : Prix de la pire actrice (Jennifer Lopez, nommée).

## Autour du film
- Le titre original Monster-in-Law est une référence péjorative à Mother-in-law qui désigne en anglais la « belle-mère ».
- Depuis Stanley & Iris réalisé par Martin Ritt en 1990, Jane Fonda n'avait plus tourné de film depuis quinze ans.
- Quand Viola demande à Tanya Murphy quels sont ses films préférés, cette dernière cite entre autres La Revanche d'une blonde (Legally Blonde), qui était l'un des précédents films réalisés par Robert Luketic.